# Jan Mikołaj Linda
Jan Mikołaj Linda herbu własnego – ławnik tczewski w latach 1661–1686.
Poseł na sejm konwokacyjny 1668 roku z powiatów: gdańskiego i tczewskiego.